# Río Arandilla (Guadalajara)
El río Arandilla es un curso de agua del interior de la península ibérica, afluente del río Gallo por la derecha. Perteneciente a la cuenca del Tajo, discurre por la provincia española de Guadalajara, en Castilla-La Mancha.

## Descripción
Nace en el monte Aragoncillo (1517 m), cerca del parque natural del Alto Tajo, en los parajes conocidos como El Coscojar y Tobiza, pasa por Aragoncillo y por la ermita de la Virgen de Montesinos y desemboca en el río Gallo cerca de Villar de Cobeta.
Aparece descrito en el segundo volumen del Diccionario geográfico-estadístico-histórico de España y sus posesiones de Ultramar de Pascual Madoz de la siguiente manera:

ARANDILLA: riach. de la prov. de Guadalajara, part. jud. de Molina: nace en la granja de su mismo nombre, térm. jurisd. de Torremocha por medio de dos abundantes y perennes fuentes, llamadas el Coscojar y Toviza; toca en térm. de Torremocha, donde da movimiento á un molino harinero, lame las paredes del santuario de Ntra. Sra. de Montesinos, jurisd. de Coveta, en la cual presta sus aguas á dos molinos harineros y á dos herrerías, incendiada la una por el gefe carlista Balmaseda, reedificada despues, y construida la otra en 1838: tiene un puente de madera sobre estribos de piedra de muy débil construccion, por el que pasa el camino de Coveta á Molina; dirigiendo su curso por un terreno escabroso, desagua en el r. Gallo entre los térm. de Torrecilla y Cuevas-labrabas. Su corriente es poco caudalosa, y en ella se crian truchas pequeñas, pero muy delicadas.
(Madoz, 1846, pp. 427-428)

Las aguas del río, perteneciente a la cuenca hidrográfica del Tajo, termina vertidas en el océano Atlántico.